# Општина Плужине
Општина Плужине се налази на северу Црне Горе. Седиште општине је насеље Плужине.

## Становништво
Према попису из 2011. године општина има 3.246 становника. Према резултатима пописа из 2023. године имала је 2.177 становника.

### Национални састав становништва општине по попису 2023. године
| Национални састав (са уделом преко 1%)‍ | Национални састав (са уделом преко 1%)‍ | Национални састав (са уделом преко 1%)‍ | Национални састав (са уделом преко 1%)‍ | Национални састав (са уделом преко 1%)‍ |
| -------------------------------------- | -------------------------------------- | -------------------------------------- | -------------------------------------- | -------------------------------------- |
|                                        |                                        |                                        |                                        |                                        |
| Срби                                   | Срби                                   |                                        | 1.621                                  | 74,46%                                 |
| Црногорци                              | Црногорци                              |                                        | 480                                    | 22,05%                                 |
| остали                                 | остали                                 |                                        | 25                                     | 1,15%                                  |
| неизјашњени                            | неизјашњени                            |                                        | 51                                     | 2,34%                                  |
| укупно: 2.177                          |                                        |                                        |                                        |                                        |

### Национални састав становништва општине по попису 2011. године
| Национални састав (са уделом преко 1%)‍ | Национални састав (са уделом преко 1%)‍ | Национални састав (са уделом преко 1%)‍ | Национални састав (са уделом преко 1%)‍ | Национални састав (са уделом преко 1%)‍ |
| -------------------------------------- | -------------------------------------- | -------------------------------------- | -------------------------------------- | -------------------------------------- |
|                                        |                                        |                                        |                                        |                                        |
| Срби                                   | Срби                                   |                                        | 2.131                                  | 65,65%                                 |
| Црногорци                              | Црногорци                              |                                        | 902                                    | 27,79%                                 |
| остали                                 | остали                                 |                                        | 12                                     | 0,37%                                  |
| неизјашњени                            | неизјашњени                            |                                        | 201                                    | 6,19%                                  |
| укупно: 3.246                          |                                        |                                        |                                        |                                        |

### Верски састав становништва општине по попису 2023. године
| Верски састав (са уделом преко 1%)‍ | Верски састав (са уделом преко 1%)‍ | Верски састав (са уделом преко 1%)‍ | Верски састав (са уделом преко 1%)‍ | Верски састав (са уделом преко 1%)‍ |
| ---------------------------------- | ---------------------------------- | ---------------------------------- | ---------------------------------- | ---------------------------------- |
|                                    |                                    |                                    |                                    |                                    |
| Православци                        | Православци                        |                                    | 2.137                              | 98,16%                             |
| остали                             | остали                             |                                    | 19                                 | 0,88%                              |
| неизјашњени                        | неизјашњени                        |                                    | 21                                 | 0,96%                              |

### Верски састав становништва општине по попису 2011. године
| Верски састав (са уделом преко 1%)‍ | Верски састав (са уделом преко 1%)‍ | Верски састав (са уделом преко 1%)‍ | Верски састав (са уделом преко 1%)‍ | Верски састав (са уделом преко 1%)‍ |
| ---------------------------------- | ---------------------------------- | ---------------------------------- | ---------------------------------- | ---------------------------------- |
|                                    |                                    |                                    |                                    |                                    |
| Православци                        | Православци                        |                                    | 3.152                              | 97,10%                             |
| атеисти и агностици                | атеисти и агностици                |                                    | 27                                 | 0,83%                              |
| остали                             | остали                             |                                    | 6                                  | 0,18%                              |
| неизјашњени                        | неизјашњени                        |                                    | 61                                 | 1,88%                              |

### Језички састав становништва општине по попису 2023. године
| Језички састав (са уделом преко 1%)‍ | Језички састав (са уделом преко 1%)‍ | Језички састав (са уделом преко 1%)‍ | Језички састав (са уделом преко 1%)‍ | Језички састав (са уделом преко 1%)‍ |
| ----------------------------------- | ----------------------------------- | ----------------------------------- | ----------------------------------- | ----------------------------------- |
|                                     |                                     |                                     |                                     |                                     |
| Српски језик                        | Српски језик                        |                                     | 1.839                               | 84,47%                              |
| Црногорски језик                    | Црногорски језик                    |                                     | 262                                 | 12,03%                              |
| остали                              | остали                              |                                     | 58                                  | 2,72%                               |
| неизјашњени                         | неизјашњени                         |                                     | 18                                  | 0,83%                               |

### Језички састав становништва општине по попису 2011. године
| Језички састав (са уделом преко 1%)‍ | Језички састав (са уделом преко 1%)‍ | Језички састав (са уделом преко 1%)‍ | Језички састав (са уделом преко 1%)‍ | Језички састав (са уделом преко 1%)‍ |
| ----------------------------------- | ----------------------------------- | ----------------------------------- | ----------------------------------- | ----------------------------------- |
|                                     |                                     |                                     |                                     |                                     |
| Српски језик                        | Српски језик                        |                                     | 2.510                               | 77,33%                              |
| Црногорски језик                    | Црногорски језик                    |                                     | 458                                 | 14,11%                              |
| остали                              | остали                              |                                     | 37                                  | 7,08%                               |
| неизјашњени                         | неизјашњени                         |                                     | 41                                  | 1,26%                               |